# Podkrkonošská pahorkatina
Podkrkonošská pahorkatina je geomorfologický podcelek. Je součástí celku Krkonošské podhůří. Nejvyšším místem je vrchol Baba v Mladobucké vrchovině se 673 metry nad mořem. Minimální výška je 305 metrů nad mořem.
Podkrkonošská pahorkatina je členitá pahorkatina, místy charakteru vrchoviny.
Je tvořena horninami podkrkonošského permokarbonu, zejména prachovci, pískovci a melafyry.
Rozkládá se v povodí Labe, Úpy, Cidliny a Jizery.